# 2007-es U19-es labdarúgó-Európa-bajnokság
A 2007-es U19-es labdarúgó-Európa-bajnokságot Ausztriában rendezték 8 csapat részvételével 2007. július 16. és július 27. között. Az Európa-bajnoki címet Spanyolország szerezte meg, miután a döntőben 1–0-ra legyőzte Görögországot. A tornán 1988. január 1. után született játékosok szerepelhettek.

## Résztvevők
A következő nyolc csapat kvalifikálta magát az Európa-bajnokságra:
| - Ausztria - Franciaország - Görögország - Németország | - Portugália - Oroszország (Rendező) - Spanyolország - Szerbia |

## Játékvezetők
| - Oleh Orjehov - Kevin Blom - Cüneyt Çakır | - Claudio Circhetta - Peter Rasmussen - Pavel Královec |

## Csoportkör

### A csoport
| Csapat        | M | Gy | D | V | RG | KG | GK | Pont |
| ------------- | - | -- | - | - | -- | -- | -- | ---- |
| Spanyolország | 3 | 1  | 2 | 0 | 3  | 1  | +2 | 5    |
| Görögország   | 3 | 1  | 2 | 0 | 2  | 1  | +1 | 5    |
| Portugália    | 3 | 1  | 1 | 1 | 3  | 2  | +1 | 4    |
| Ausztria      | 3 | 0  | 1 | 2 | 1  | 5  | −4 | 1    |

| 2007. július 16. 17:15 (CET) | Görögország  | 1 – 0               | Portugália | Linzer Stadion, Linz Játékvezető: Oleh Orjehov (ukrán) |
| 2007. július 16. 17:15 (CET) | Mítroglu 52' | (0 – 0) Jegyzőkönyv |            | Linzer Stadion, Linz Játékvezető: Oleh Orjehov (ukrán) |

| 2007. július 16. 20:00 (CET) | Ausztria | 0 – 2               | Spanyolország             | Linzer Stadion, Linz Játékvezető: Kevin Blom (holland) |
| 2007. július 16. 20:00 (CET) |          | (0 – 0) Jegyzőkönyv | Azpilicueta 52' Aarón 55' | Linzer Stadion, Linz Játékvezető: Kevin Blom (holland) |

| 2007. július 18. 18:00 (CET) | Spanyolország        | 1 – 1               | Portugália  | Vorwärts-Stadion, Steyr Játékvezető: Cüneyt Çakır (török) |
| 2007. július 18. 18:00 (CET) | Aarón 54' (11-esből) | (0 – 0) Jegyzőkönyv | Carriço 71' | Vorwärts-Stadion, Steyr Játékvezető: Cüneyt Çakır (török) |

| 2007. július 18. 20:00 (CET) | Ausztria                                    | 1 – 1               | Görögország                | Waldstadion, Pasching Játékvezető: Claudio Circhetta (svájci) |
| 2007. július 18. 20:00 (CET) | Beichler 61' (11-esből) Arnautović 77′, 86′ | (0 – 1) Jegyzőkönyv | Mítroglu 15' Ioannidis 90′ | Waldstadion, Pasching Játékvezető: Claudio Circhetta (svájci) |

| 2007. július 21. 18:00 (CET) | Portugália           | 2 – 0               | Ausztria | Fill Metallbau Stadion, Ried Játékvezető: Peter Rasmussen (dán) |
| 2007. július 21. 18:00 (CET) | Bura 51' Carriço 70' | (0 – 0) Jegyzőkönyv |          | Fill Metallbau Stadion, Ried Játékvezető: Peter Rasmussen (dán) |

| 2007. július 21. 18:00 (CET) | Spanyolország | 0 – 0 | Görögország | Linzer Stadion, Linz Játékvezető: Pavel Královec (cseh) |
| 2007. július 21. 18:00 (CET) | Jegyzőkönyv   |       |             | Linzer Stadion, Linz Játékvezető: Pavel Královec (cseh) |

### B csoport
| Csapat        | M | Gy | D | V | RG | KG | GK | Pont |
| ------------- | - | -- | - | - | -- | -- | -- | ---- |
| Németország   | 3 | 2  | 1 | 0 | 7  | 5  | +2 | 7    |
| Franciaország | 3 | 1  | 2 | 0 | 6  | 3  | +3 | 5    |
| Szerbia       | 3 | 1  | 0 | 2 | 10 | 10 | 0  | 3    |
| Oroszország   | 3 | 0  | 1 | 2 | 4  | 9  | −5 | 1    |

| 2007. július 16. 18:00 (CET) | Németország                     | 3 – 2               | Oroszország      | Vorwärts-Stadion, Steyr Játékvezető: Peter Rasmussen (dán) |
| 2007. július 16. 18:00 (CET) | Petersen 11' Özil 14' Kruse 66' | (2 – 0) Jegyzőkönyv | Dzjuba 58' 90+2' | Vorwärts-Stadion, Steyr Játékvezető: Peter Rasmussen (dán) |

| 2007. július 16. 18:00 (CET) | Franciaország                                                   | 5 – 2               | Szerbia                                 | Fill Metallbau Stadion, Ried Játékvezető: Cüneyt Çakır (török) |
| 2007. július 16. 18:00 (CET) | Sako 22′ Monnet-Paquet 37' 44' 76' Martin 51', 90+2' (11-esből) | (2 – 2) Jegyzőkönyv | Sulejmani 23' (11-esből) Marjanović 35' | Fill Metallbau Stadion, Ried Játékvezető: Cüneyt Çakır (török) |

| 2007. július 18. 17:15 (CET) | Oroszország                     | 2 – 6               | Szerbia                                                      | Waldstadion, Pasching Játékvezető: Pavel Královec (cseh) |
| 2007. július 18. 17:15 (CET) | Djádjun 42' Karišik 60' (öngól) | (1 – 2) Jegyzőkönyv | Marjanović 11' Bosančić 24' Tadić 47' 57' Marinković 80' 88' | Waldstadion, Pasching Játékvezető: Pavel Královec (cseh) |

| 2007. július 18. 20:00 (CET) | Németország | 1 – 1               | Franciaország               | Fill Metallbau Stadion, Ried Játékvezető: Oleh Orjehov (ukrán) |
| 2007. július 18. 20:00 (CET) | Özil 5'     | (1 – 0) Jegyzőkönyv | Plessis 28′, 68′ Baysse 72' | Fill Metallbau Stadion, Ried Játékvezető: Oleh Orjehov (ukrán) |

| 2007. július 21. 20:00 (CET) | Szerbia                         | 2 – 3               | Németország                        | Waldstadion, Pasching Játékvezető: Claudio Circhetta (svájci) |
| 2007. július 21. 20:00 (CET) | Bosančić 2' Feick 90+2' (öngól) | (1 – 0) Jegyzőkönyv | Ben-Hatira 53' Kruse 84' Sam 90+3' | Waldstadion, Pasching Játékvezető: Claudio Circhetta (svájci) |

| 2007. július 21. 20:00 (CET) | Oroszország | 0 – 0 | Franciaország | Vorwärts-Stadion, Steyr Játékvezető: Kevin Blom (holland) |
| 2007. július 21. 20:00 (CET) | Jegyzőkönyv |       |               | Vorwärts-Stadion, Steyr Játékvezető: Kevin Blom (holland) |

## Elődöntők
| 2007. július 24. 17:30 (CET) | Németország                   | 2 – 3               | Görögország                                                | Vorwärts-Stadion, Steyr Játékvezető: Kevin Blom (holland) |
| 2007. július 24. 17:30 (CET) | Ben-Hatira 25' 65' (11-esből) | (1 – 0) Jegyzőkönyv | Nínisz 40' Mítroglu 58' Pliatsikas 9′, 61′ Labropoulos 90' | Vorwärts-Stadion, Steyr Játékvezető: Kevin Blom (holland) |

| 2007. július 24. 20:30 (CET) | Spanyolország | 0 – 0 (hu) | Franciaország | Waldstadion, Pasching Játékvezető: Pavel Královec (cseh) |
| 2007. július 24. 20:30 (CET) | Jegyzőkönyv   |            |               | Waldstadion, Pasching Játékvezető: Pavel Královec (cseh) |

|                                 |     | 11-esekkel                         |  |
| Aarón Martinez Cantero San José | 4–2 | Plessis N'Goyi Monnet-Paquet Othon |  |

### Döntő
| 2007. július 27. 20:30 (CET) | Görögország | 0 – 1               | Spanyolország | Linzer Stadion, Linz Játékvezető: Claudio Circhetta (svájci) |
| 2007. július 27. 20:30 (CET) |             | (0 – 1) Jegyzőkönyv | Parejo 38'    | Linzer Stadion, Linz Játékvezető: Claudio Circhetta (svájci) |

| 2007-es U19-es labdarúgó-Európa-bajnokság bajnoka: |
| -------------------------------------------------- |
| SPANYOLORSZÁG 5. cím                               |